# Touring the Angel: Live in Milan
Touring the Angel: Live in Milan és vídeo de Depeche Mode amb el concert enter que van realitzar per la gira Touring the Angel a Milà, Itàlia. Fou filmat i dirigit per Blue Leach durant els dies 18 i 19 de febrer al Mediolanum Forum d'Assago, prop de Milà, i fou estrenada el 25 de setembre de 2006.
També van publicar una edició especial de tres discs: el primer amb un concert sencer i algunes cançons extres (les tocades en l'altre concert); el segon disc conté documentals, entrevistes amb la banda i Anton Corbijn, cançons extres i projeccions sobre la gira; i el darrer és un CD d'àudió que conté totes les cançons del Playing the Angel interpretades en ambdós concerts.
Un dia abans del llançament als Estats Units, el 25 de setembre, la pel·lícula i el documental es van poder visionar en una única funció en diversos cinemes d'aquest país.

## Llista de vídeos
- Totes les cançons escrites per Martin Gore excepte "Suffer Well" i "I Want It All" escrites per David Gahan, Christian Eigner i Andrew Philpott, i "Just Can't Get Enough" escrites per Vince Clarke.

### DVD
| 1.  | «Intro»                   |                             |      |
| 2.  | «A Pain That I'm Used To» | Playing the Angel           | 4:13 |
| 3.  | «John the Revelator»      | Playing the Angel           | 3:35 |
| 4.  | «A Question of Time»      | Black Celebration           | 4:25 |
| 5.  | «Policy of Truth»         | Violator                    | 5:14 |
| 6.  | «Precious»                | Playing the Angel           | 4:42 |
| 7.  | «Walking in My Shoes»     | Songs of Faith and Devotion | 6:25 |
| 8.  | «Suffer Well»             | Playing the Angel           | 3:36 |
| 9.  | «Macro»                   | Playing the Angel           | 4:23 |
| 10. | «Home»                    | Ultra                       | 5:35 |
| 11. | «I Want It All»           | Playing the Angel           | 5:20 |
| 12. | «The Sinner In Me»        | Playing the Angel           | 5:14 |
| 13. | «I Feel You»              | Songs of Faith and Devotion | 7:02 |
| 14. | «Behind the Wheel»        | Music for the Masses        | 5:13 |
| 15. | «World in My Eyes»        | Violator                    | 5:20 |
| 16. | «Personal Jesus»          | Violator                    | 6:08 |
| 17. | «Enjoy the Silence»       | Violator                    | 7:49 |
| 18. | «Shake the Disease»       | The Singles 81-85           | 5:52 |
| 19. | «Just Can't Get Enough»   | Speak & Spell               | 4:39 |
| 20. | «Everything Counts»       | Construction Time Again     | 6:20 |
| 21. | «Never Let Me Down Again» | Music for the Masses        | 8:00 |
| 22. | «Goodnight Lovers»        | Exciter                     | 4:16 |

| 23. | «A Question of Lust» | Black Celebration | 4:28 |
| 24. | «Damaged People»     | Playing the Angel | 4:16 |

### DVD extra
1. Documental Touring the Angel (inclou Anton Corbijn qui va dissenyar l'escenari i dirigir el videoclip "Suffer Well") – 20:24
2. Tour Announcement (material visual de la conferència de premsa Touring the Angel realitzada a Düsseldorf, Alemanya) – 3:35
3. Playing the Angel Electronic Press Kit (no publicat anteriorment) – 11:43
4. Touring the Angel Screens:
  1. "Behind the Wheel" – 5:10
  2. "The Sinner in Me" – 4:59
  3. "Walking in My Shoes" – 6:20
  4. "World in My Eyes" – 5:15
  5. "Never Let Me Down Again" – 6:12

### CD extra
1. Touring the Angel: Live in Milan:
  1. "A Pain That I'm Used To" – 4:13
  2. "John The Revelator" – 3:35
  3. "Precious" – 4:42
  4. "Suffer Well" – 3:36
  5. "Macro" – 4:23
  6. "I Want It All" – 5:20
  7. "The Sinner In Me" – 5:14
  8. "Damaged People" – 4:01

## Posició en llistes
| Llista (2006) | Posició | Certificació |
| ------------- | ------- | ------------ |
| Alemanya      | 2       | 3x Or        |
| França        |         | 3x Platí     |
| Itàlia        | 1       |              |
| Portugal      | 2       | 1x Or        |

## Personal
- Dave Gahan – cantant
- Martin Gore – guitarra, teclats, baix, veus addicionals, cantant
- Andy Fletcher – teclats, veus addicionals
- Christian Eigner – bateria
- Peter Gordeno – teclats, piano, veus addicionals